# Idose
L'idose (C6H12O6) est un ose possédant une fonction aldéhyde sur son carbone 1, et composé de 6 atomes de carbone. C'est donc un aldohexose.

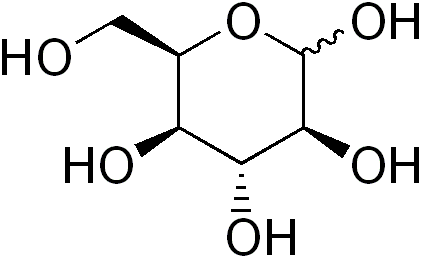
Représentation de l'idose

## Chimie
L'oxydation du carbone 6 (CH2-OH → COOH) produit l'acide iduronique.
Dans l'eau à 27 °C, la forme tautomère prédominante de l'idose est la forme β-D-Idopyranose (37 %).
| Isomère du D-Idose | Isomère du D-Idose     | Isomère du D-Idose    |
| Forme linéaire     | Projection de Haworth  | Projection de Haworth |
| ------------------ | ---------------------- | --------------------- |
| 0,2 %              | α-D-Idofuranose 11,5 % | β-D-Idofuranose 14 %  |
| 0,2 %              | α-D-Idopyranose 38,5 % | β-D-Idopyranose 36 %  |